# Tomasz Bajer (aktor)
Tomasz Bajer (ur. 31 marca 1979 w Poznaniu) – polski aktor niezawodowy. Zdobył rozgłos dzięki występom w filmach Chłopaki nie płaczą (2000) oraz Poranek kojota (2001) wyreżyserowanych przez Olafa Lubaszenkę.

## Życiorys
Absolwent I Prywatnego Anglojęzycznego Liceum Ogólnokształcącego w Poznaniu. Pod koniec szkoły zaczął zażywać marihuanę, przez co nie zdał historii na maturze. Któregoś dnia przypadkowo znalazł się na spotkaniu z Olafem Lubaszenką. Miesiąc po spotkaniu reżyser zadzwonił i zaprosił na zamknięty casting, a po kolejnym półtora miesiąca poinformowano go, o rozpoczęciu zdjęć do filmu Chłopaki nie płaczą w czerwcu 1999 roku. Bajer na planie filmu, którego zdjęcia trwały od 9 czerwca do 14 lipca spędził dziewięć dni. Jego rolę komediową w filmie powszechnie określa się mianem „kultowej”. Po zakończeniu zdjęć zaczął się przygotowywać do matury poprawkowej, którą zdał. Z powodu terminu poprawkowego nie mógł od razu pójść na studia, a żeby nie iść do wojska zapisał się do studium języka angielskiego. W roku 2000 rozpoczął studia na wydziale filozoficznym Uniwersytetu im. Adama Mickiewicza w Poznaniu. W tym też roku związał się z Dorotą, z którą był przez kolejne 11 lat. W roku 2001 Bajer zagrał rolę Siwego w filmie Lubaszenki Poranek kojota. Po raz trzeci i ostatni Bajer zagrał u Lubaszenki w serialu Kosmici w roku 2004.  W latach 2003 i 2004 w kilku odcinkach Na wspólnej zagrał rolę DJ-a. Po zakończeniu przygody z filmem jeszcze w czasie studiów czterokrotnie wyjeżdżał do Stanów Zjednocznonych gdzie pracował w parku rozrywki  Planet Hollywood oraz w kasynach w Atlantic City (jako kasjer oraz bankier). W roku 2012 krótko był prezenterem benchmark.pl TV. Prowadził bloga „Laska na fali”. W październiku 2011, aby nabrać dystansu do życia wyjechał do Australii gdzie mieszkał w Sydney do 2015 roku. Pracował jako malarz pokojowy oraz uczył się w szkole biznesu. 

## Filmografia
| - 2000: Chłopaki nie płaczą jako Laska - 2001: Poranek kojota jako Siwy | - 2003–2004: Na Wspólnej jako Radek Borek - 2004: Kosmici jako Patryk Ludzikiewicz, syn Mundka (odc. 1–3) |